# 横蒲县
横蒲县（越南语：／）是越南广宁省历史上的一个旧县。面积843.54平方千米，2019年总人口51003人。

## 地理
横蒲县东北接𠀧扯县；西北接谅山省；西接汪秘市；南接广安市社和下龙市；东接锦普市。

## 历史
后黎朝时，横蒲县为安广处海东府横蒲州。阮朝时改设为县，隶广安省山定府。法属后期，再改设为横蒲州，并析置锦普州。
1948年3月25日，北越政府改州为县，横蒲州改为横蒲县。
1949年9月19日，横蒲县划归鸿基特区管辖。
1955年2月22日，鸿基特区和广安省合并为鸿广区，由中央政府直辖。横蒲县随之划归鸿广区管辖。
1958年6月17日，成功社划归鸿基市社管辖。
1963年10月30日，鸿广区和海宁省合并为广宁省。横蒲县随之划归广宁省管辖。
1979年1月16日，扬辉社划归锦普市社管辖。
1983年7月15日，同广社分设为同林社和同山社。
2001年8月16日，大安社和越兴社划归下龙市管辖。
2019年12月17日，横蒲县并入下龙市。

## 行政区划
横蒲县下辖1市镇12社，县莅左堆市镇。
- 左堆市镇（Thị trấn Trới）
- 凭奇社（Xã Bằng Cả）
- 民主社（Xã Dân Chủ）
- 同林社（Xã Đồng Lâm）
- 同山社（Xã Đồng Sơn）
- 和平社（Xã Hoà Bình）
- 畿上社（Xã Kỳ Thượng）
- 黎利社（Xã Lê Lợi）
- 广罗社（Xã Quảng La）
- 山阳社（Xã Sơn Dương）
- 新民社（Xã Tân Dân）
- 统一社（Xã Thống Nhất）
- 武威社（Xã Vũ Oai）